# Explora I
Explora I è una nave da crociera appartenente alla compagnia di navigazione Explora Journeys.

## Caratteristiche

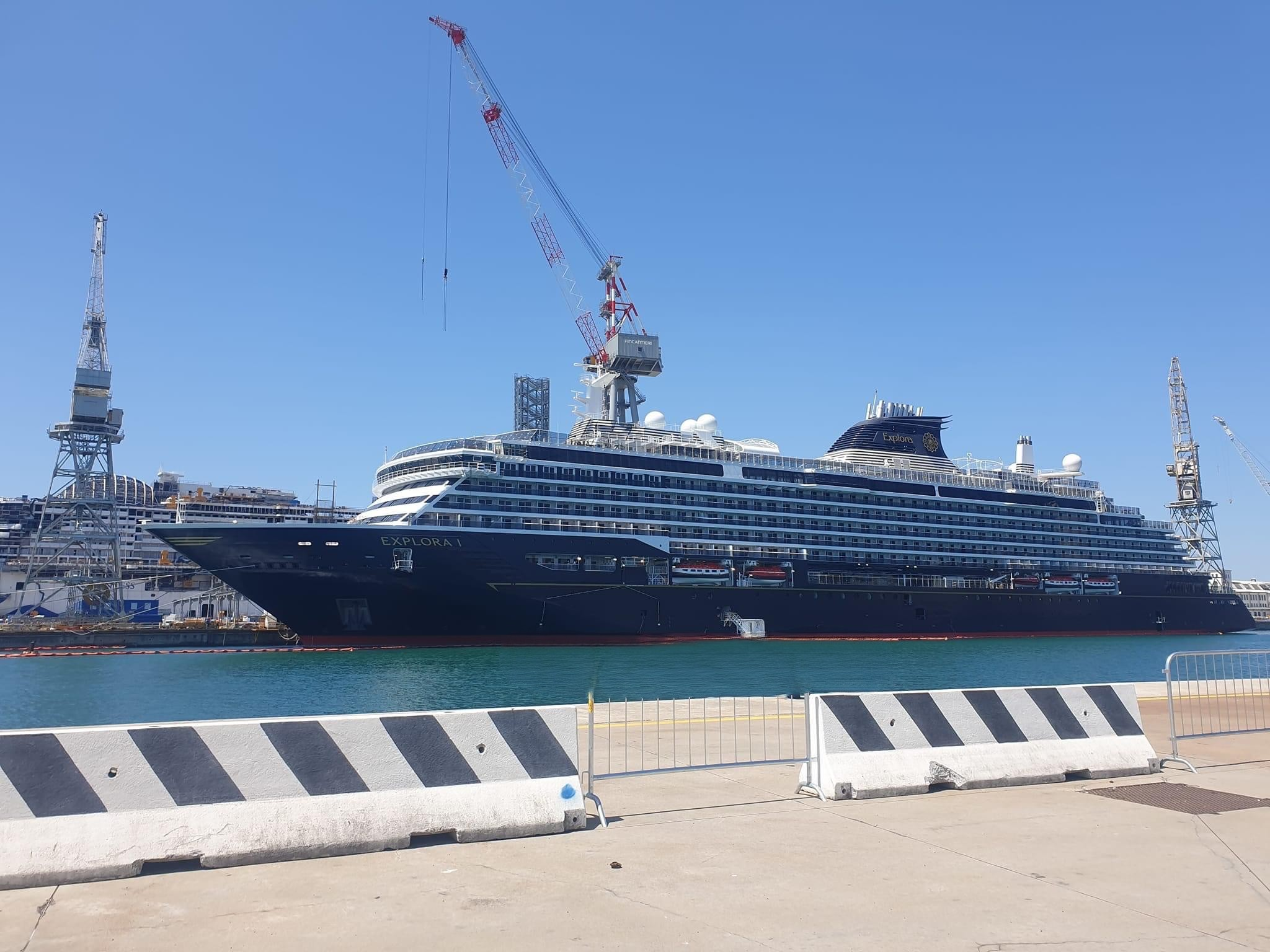
Explora I in cantiere a Monfalcone di fianco allo scafo in costruzione della Sun Princess.

L'unità, crociera di lusso costata all'armatore circa 500 milioni di euro, è lunga 248 metri e larga 32 ed è in grado di ospitare circa 900 passeggeri in 461 suite.
Dotata di 14 ponti, presenta al suo intero sei ristoranti, 12 bar e saloni interni ed esterni, quattro piscine, ampi ponti esterni con cabanas private e quasi 1.000 metri quadrati di strutture per il benessere e il fitness.

## Servizio
La nave, prima unità della propria classe a prendere servizio, è stata varata il 12 maggio 2022 nel cantiere navale Fincantieri di Monfalcone e consegnata il 20 luglio 2023 alla Explora Journeys, giorno in cui viene battezzata dalla madrina Zoe Africa Vago.
Il 1º agosto prende ufficialmente servizio salpando da Copenaghen per la sua crociera inaugurale.
Il 12 ottobre 2023 si è tenuta a New York la cerimonia di battesimo ufficiale della nave, presieduta dalla madrina Sylvia Earle.

## Navi gemelle
- Explora II
- Explora III
- Explora IV
- Explora V
- Explora VI